# Flaix FM
Flaix FM  es una emisora radiofónica musical española de lengua catalana privada orientada a adolescentes o jóvenes de entre 18 y 25 años, que emite en Cataluña y Andorra. Es propiedad del Grup Flaix. Desde su nacimiento 
Flaix FM  se ha caracterizado por una parrilla radiofónica llena de música electrónica. En el 2019 el Grup Flaix  decide apostar por el reguetón, y la llamada música urbana, siendo actualmente la base de Flaix FM .

## Historia
Fundada por Miquel Calçada y Carles Cuní en 1992 en Tarrasa, llegó a ser la radio dance y electro líder en Cataluña. La emisora llegó incluso a emitir en la Comunidad Valenciana durante un periodo de tiempo. 
En el año 1999, el Grupo Zeta se adentró en el negocio radiofónico obteniendo una serie de licencias para emitir en FM en diversos puntos del territorio nacional. Tras una primera etapa en que sus emisoras estuvieron dedicadas a contenidos de otra índole, en el año 2001 alcanzó un acuerdo con el Grupo Flaix para la puesta en marcha de una programación en castellano similar a la que Flaix FM ya tenía en el ámbito de Cataluña. Estas emisiones se iniciaron en 2002. Entre otros contenidos, acogieron el programa La noche más loca, con trayectoria previa en las ondas en Top Radio y Loca FM en Madrid. 
Finalmente, el proyecto se cortó dos años después con el acuerdo firmado entre el Grupo Zeta y Vocento para la creación de Rock & Gol (actual Rock FM) en las frecuencias en las que emitía Zeta Flaix FM. Desde ese momento, Flaix FM únicamente ha tenido presencia efectiva en el ámbito audiovisual catalán.
En 2019 el Grup Flaix decide tomar un rumbo totalmente opuesto a su historia. Deciden integrar la música urbana latina dentro de su programación, incursionando estilos como el reguetón, el trap y el dembow. A pesar de esta nueva estrategia musical, conservan la música electrónica en su fórmula de radio, espectáculos especializados y programas que concretan estilos musicales como la makina o el techno.
Aunque desde hace unos años se ha generado cierta polémica entre los oyentes, desde las redes sociales hasta en su canal de Twitch rechazando este cambio musical por considerarlo un error por parte del equipo de Flaix FM. Sus máximos competidores son Los 40 Urban y  Loca Urban

## Audiencias
Según el Estudio General de Medios, Flaix FM cuenta con una audiencia de 173 000 oyentes en la 1.ª ola del EGM primavera de 2025. Desde 2012 hasta 2019 la emisora ha perdido cerca del 50% de sus oyentes, al promediar ese año 429.000 oyentes.

## Frecuencias de Flaix FM

### FM
Provincia de Barcelona
- Barcelona: 105.7 FM
- Vich: 105.9 FM
- Manresa: 95.2 FM

 Provincia de Gerona
- Gerona: 99.6 FM
- Palafrugell: 88.4 FM
- Puigcerdá: 106.6 FM

 Provincia de Lérida
- Lérida: 104.1 FM

 Provincia de Tarragona
- Tortosa: 102.9 FM
- Tarragona: 101.8 FM

 Andorra 
- Andorra: 93.8 FM